# Сікейра Аугушту Яго
Яго Сікейра Аугушту (порт.-браз. Iago Siqueira Augusto; нар. 14 березня 2000, Пірасунунга, Сан-Паулу, Бразилія) — бразильський футболіст, атакувальний півзахисник рівненського «Вереса».

## Життєпис
Народився в місті Пірасунунга штату Сан-Паулу. На батьківщині на дитячо-юнацькому та молодіжному рівні виступав за «Корінтіанс», «Уніан Можи» та «Гуарільюш». На початку січня 2019 року виїхав за кордон, де став гравцем молодіжної команди «Лейрії». За півроку закріпитися в команді не вдалося, тому вже незабаром Яго залишив команду.
На початку липня 2019 року приєднався до «Олейруша». На професійному рівні дебютував 15 вересня 2019 року в нічийному (0:0) домашньому поєдинку 4-го туру групи С третьої ліги чемпіонату Португалії проти «Торренсе». Сікейра вийшов на поле на 75-й хвилині замість свого співвітчизника, Майкла Сантуша. Першим голом у професіональному футболі відзначився 17 листопада 2019 року на 51-й хвилині переможного (1:0) домашнього поєдинку 11-го туру групи C третьої ліги чемпіонату Португалії проти «Агеди». Яго вийшов на поле в стартвому складі, а на 69-й хвилині його замінив кабовердієць Джиммі. У сезоні 2019/20 років зіграв 21 матч (2 голи) у третій лізі Португалії. По завершенні сезону вільним агентом залишив «Олейруш». Після цього виступав за інші клуби третьої ліги чемпіонату Португалії, «Сертаненсе» (група Е) та «Алваренгу» (група C).
З липня 2022 року перебував без клубу. На початку 2023 року приєднався до «Фламенго» з Сан-Паулу. У Серії A2 Ліги Паулісти (другий дивізіон чемпіонату штату Сан-Паулу) зіграв 8 матчів та відзначився 1-м голом. 
У середині липня 2023 року підписав 3-річний контракт з «Вересом». Дебютував за клуб 28 липня 2023 року у програному (0:2) матчі 1-го туру Прем'єр-ліги України проти житомирського «Полісся». Сікейра вийшов на поле в стартовому складі, а на 79-й хвилині його замінив Станіслав Шарай. Перший м'яч за рівнян в УПЛ забив 1 вересня 2023 року у домашній грі проти одеського «Чорноморця» (3:1).

## Статистика
| Сезон   | Команда         | М  | Г |
| ------- | --------------- | -- | - |
| 2019/20 | «Олейруш»       | 21 | 2 |
| 2020/21 | «Сертаненсе»    | 19 | 2 |
| 2021/22 | «Алваренга»     | 13 | 2 |
| 2022    | «Фламенго» (СП) | 8  | 1 |
| 2023/24 | «Верес»         | 27 | 4 |